# 天心阁历史文化街区
天心阁历史文化街区为湖南省长沙市湘江东岸天心区古城区，紧邻黄兴南路步行商业街和南门口。街区北起天心阁，南至白沙路。主要街巷有天心街、白沙街、里仁坡、六十码头、冯家湾、燕子岭、社坛街等。天心阁、古城墙、白沙井、福王墓、妙高峰和湖南第一师范为主要名胜。因天心阁而得名的路有天心路、天心街、天心巷、天心里和天心游路。因白沙井而得名的路有白沙路、白沙井街、白沙街、白沙巷、白沙岭、白沙里和白沙游路。白沙井是长沙最重要的象征之一，毛泽东曾在词中称为“长沙水”。以井命名的品牌有白沙烟、白沙液和白沙啤酒。长沙市政府曾经在井后的回龙山上开发房地产，影响了井水和周边风貌，遭到众多市民和社会各界人士的反对。最终政府停止开发房地产，通过商业赞助和市民自筹资金兴建了白沙古井公园。
| 天心阁 | 白沙古井 |